# Vernier (comuna)

Vernier  é uma comuna suíça do Cantão de Genebra que fica rodeada por Meyrin, Le Grand-Saconnex, Genebra, Onex e  Satigny

Vernier desenvolveu-se consideravelmente desde 1960 a ponto de se tornar a segunda localidade do cantão mais povoada. Foi nessa altura que se construiu o que ainda hoje é o maior edifício pois se se medir os lados do edifício do Le Lignon se obtém  1 500 m Vernier tem 7.68 Km2 e 73% é ocupado por construções para habitação,mas com uma população de 33 811 a densidade é de 4 402 hab/km2!

## Imagens

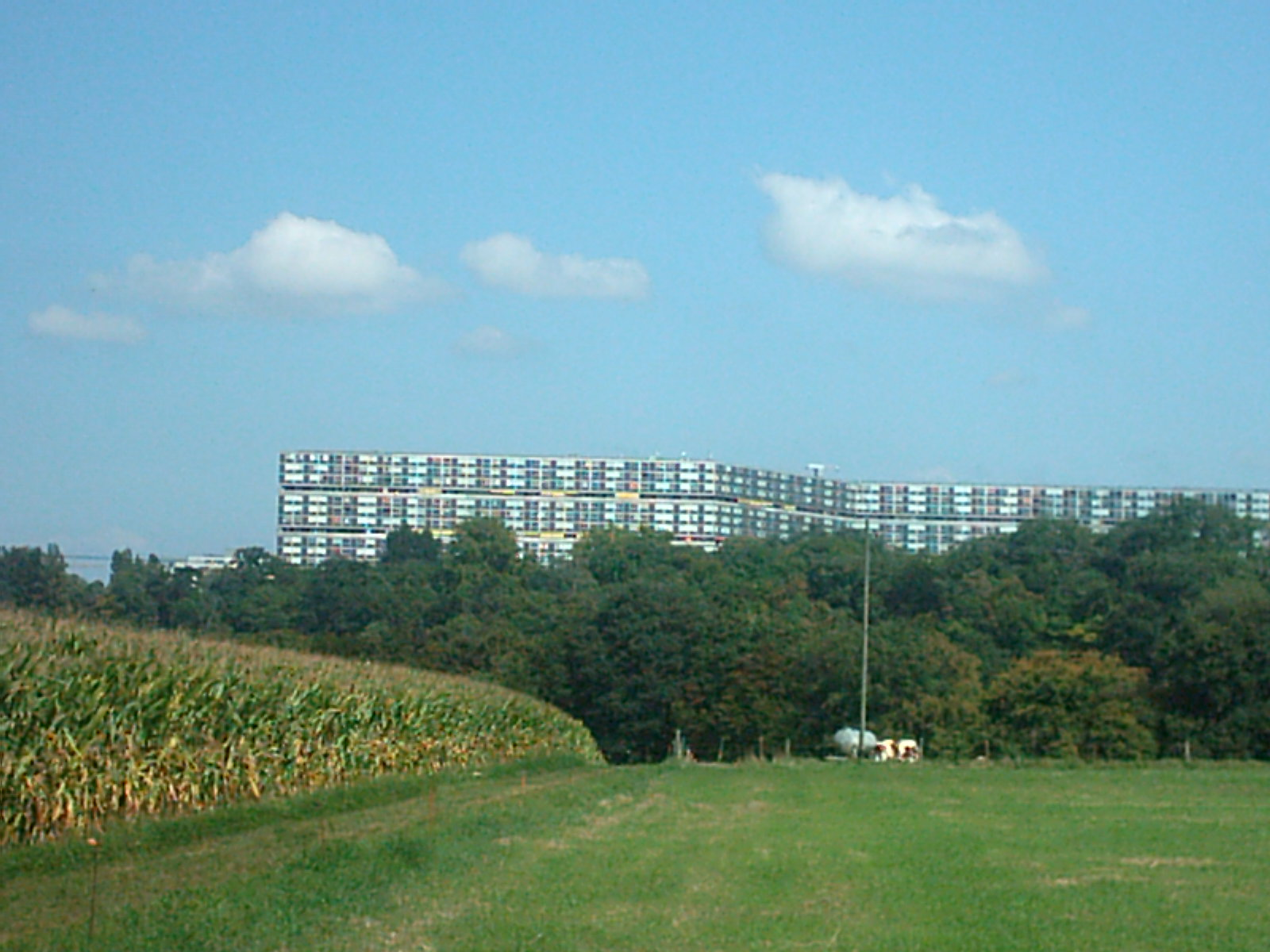
O Lignon
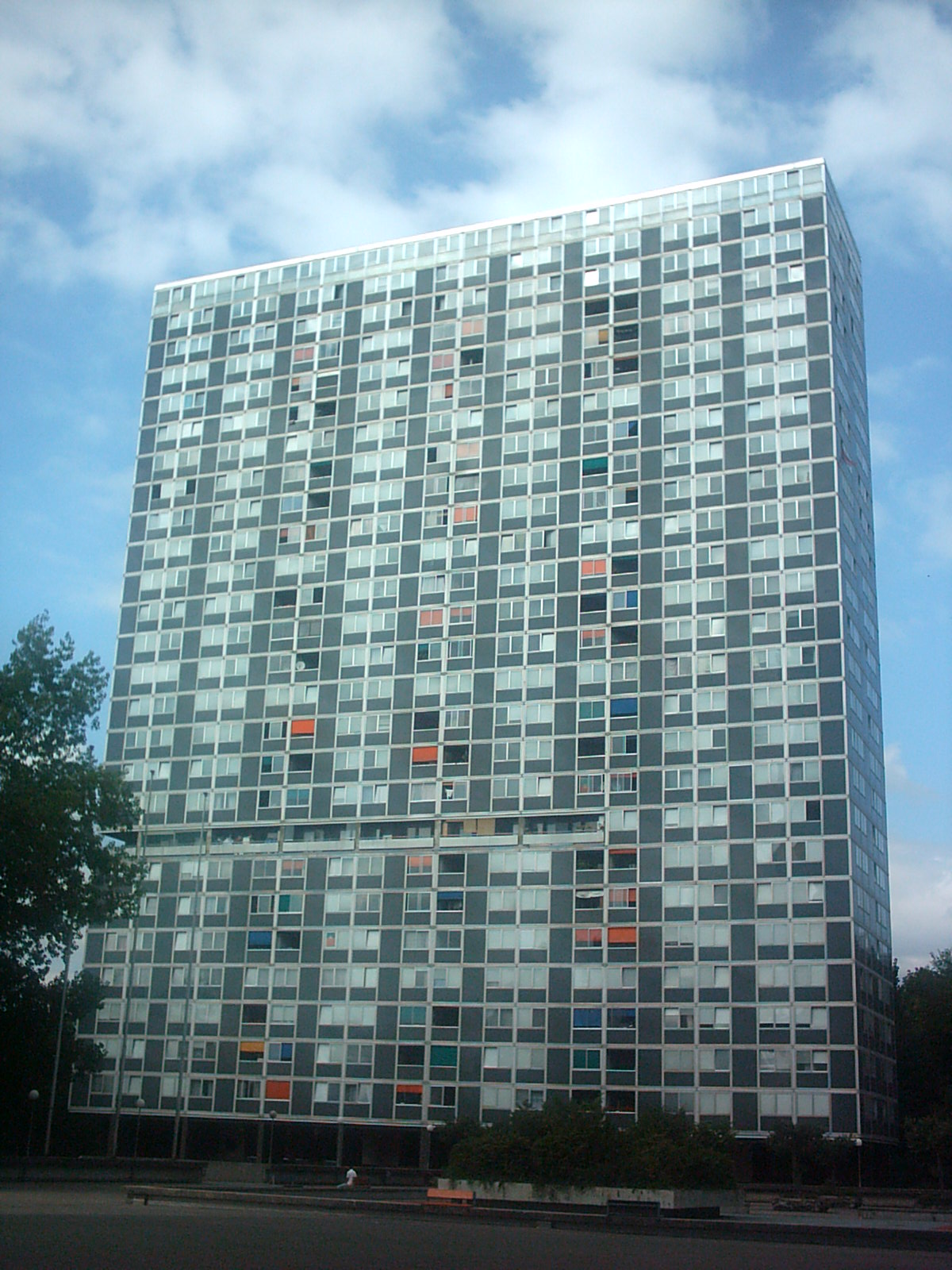
Torre
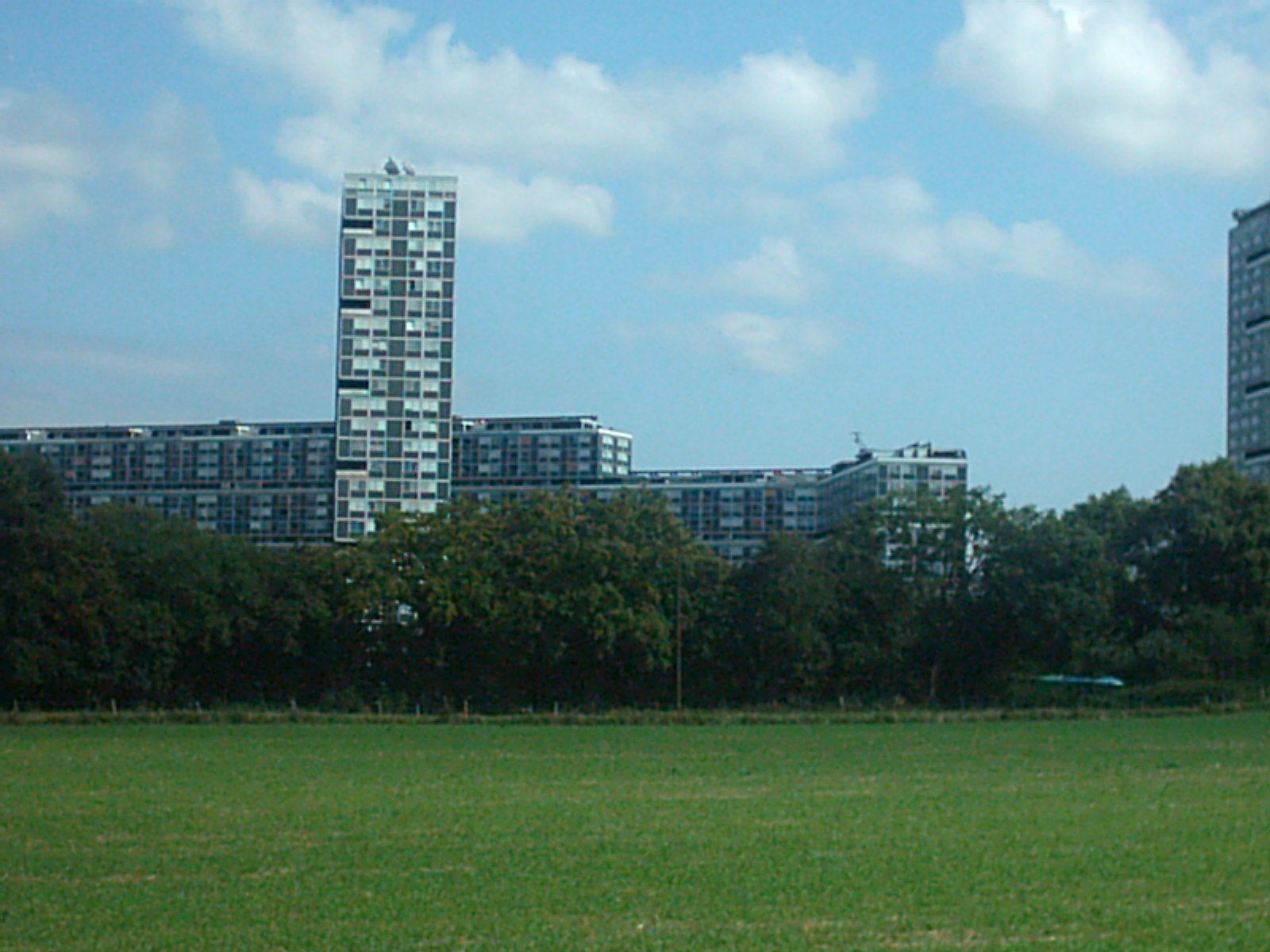
Duas torres e o "Lignon"
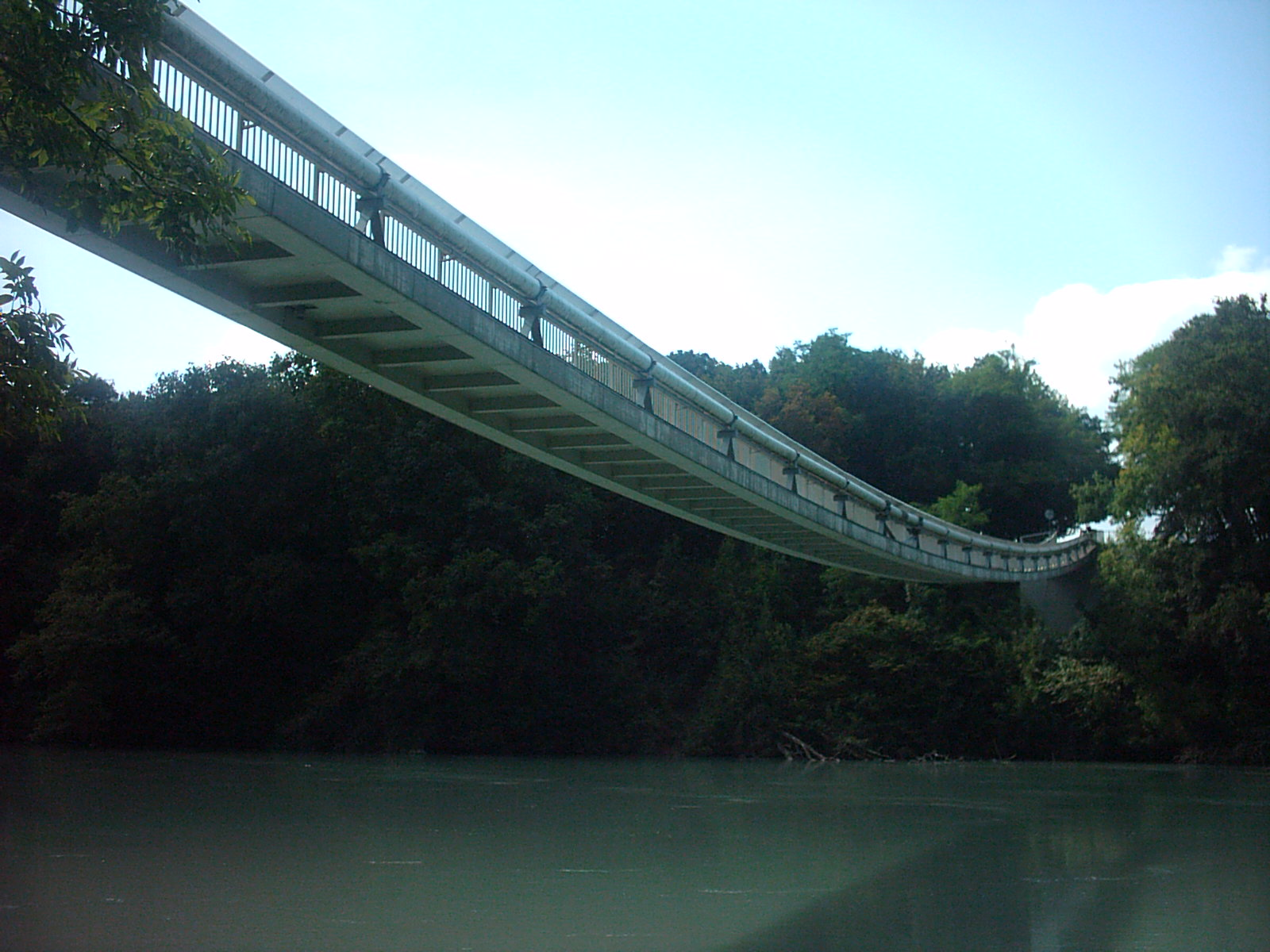
Passarela sobre o Ródano